# Даурский ёж
Дау́рский ёж (лат. Mesechinus dauuricus) — млекопитающее из семейства ежовых.

## Внешний вид
Этот ёж небольшого размера с короткими иглами, окрас которых варьирует от светло-песочного до тёмно-бурого; окрас грубого меха на брюшке — от серого до тёмно-бурого. Верхняя часть головы соломенно-белёсая. Размер небольшой: длина тела 19,5—29 см, хвоста — 25—37 мм, масса тела в зависимости от времени года — 600—1400 г. Голова конусообразная, морда умеренно вытянутая. Уши небольшие, 29—34 мм. На голове, в отличие от обыкновенных ежей, нет полоски голой кожи. Он менее колюч, чем обычный ёж, так как его иглы направлены назад. Поверхность игл покрыта продольными бороздками.

## Распространение
Область распространения даурского ежа охватывает степную, лесостепную и частично южнотаёжную зоны Забайкалья и юго-восток Забайкальского края и прилегающие территории северо-восточной Монголии и Северного Китая. Севернее встречается спорадически, проникая по долинам рек. Обитание ежа установлено в долинах рек Ингоды, Читы и Шилки; на западе встречается до верхнего течения р. Джида. С востока область распространения ограничена горными лесами Борщовочного и Нерчинского хребтов; самые восточные находки отмечены у пос. Нерчинский Завод и с. Аргунское. По-видимому, идёт постепенное расселение даурских ежей на север вдоль транспортных магистралей и по окультуренным ландшафтам.

## Образ жизни и питание
Распространённые местообитания даурских ежей — все типы степей, сосновые боры, ёрники, агроценозы, окрестности и окраины населённых пунктов. В южнотаёжной зоне ёж обитает на остепнённых участках, в сухих сосновых, лиственничных, берёзовых и смешанных лесах. Избегает участков степей с густой, плотной травой. Любит местности с сочетанием хороших защитных и кормовых условий — склоны сопок с зарослями караганы, миндаля и кизильника, изрезанные оврагами. Ведёт одиночный оседлый сумеречный образ жизни. Площадь кормового участка в зависимости от пола и возраста ежа колеблется от 90 до 420 га (что заметно превосходит размеры индивидуальных участков обыкновенных ежей). Постоянных убежищ даурский ёж не имеет; самцы устраивают днёвки на поверхности земли, самки — в укрытиях. Днём бывает активен в пасмурную погоду.
В питании преобладают жуки (жужелицы, пластинчатоусые, чернотелки); часто встречаются прямокрылые. Кроме того, даурский ёж поедает мелких млекопитающих (хомячки, пищухи), яйца и птенцов, змей (полоз), лягушек, монгольских жаб, ягоды (шиповник, кизильник), падаль.
К осени ежи сильно жиреют. В спячку залегают: самцы — во второй — третьей декаде августа, самки и годовалые ежи — в середине сентября, сеголетки — в конце сентября — начале октября. Продолжительность спячки 200—245 дней. За время спячки ежи теряют более 30 % веса. Массовый выход из спячки происходит в конце апреля.

## Размножение
Гон у ежей начинается через 10—15 дней после пробуждения, обычно в середине мая. Перед родами самка роет нору или чистит и расширяет норы сусликов, пищух и полёвок. Длина выводковой норы 50—120 см, ширина 11—19 см, высота 7—12 см; гнездовая камера расположена на глубине 13—30 см. В конце июня, после 37—40 дней беременности появляются детёныши (1—8). Растут ежата быстро и уже в начале августа выводки распадаются и молодые ежи переходят к самостоятельной жизни. Самцы достигают половой зрелости в возрасте 10—11 месяцев, но из-за конкуренции с более старыми самцами принимать участие в размножении начинают, как правило, не раньше 22 месяцев. Продолжительность жизни 4—6 лет, в неволе до 7—8 лет.

## Статус популяции

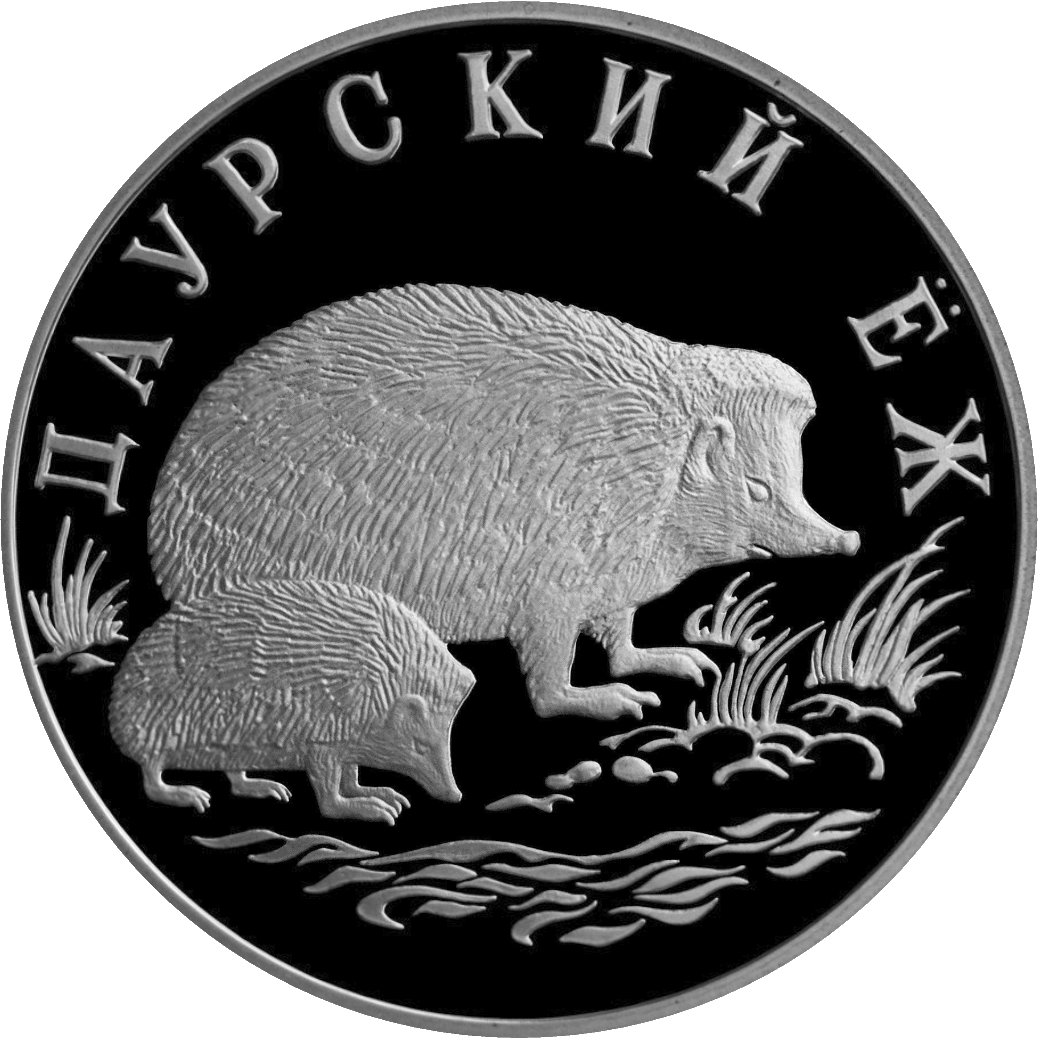
Даурский ёж. Монета Банка России. Серия «Красная книга», серебро, 1 рубль, 1999 г.

Ощутимое сокращение популяции даурских ежей произошло в начале 1960-х гг. в результате масштабного применения ядохимикатов для уничтожения тарбагана и других грызунов — переносчиков чумы. Современная численность ежа в Юго-Восточном Забайкалье примерно оценивается в 550—650 тысяч голов. В степной зоне Забайкальского края плотность отдельных популяций перед началом размножения достигает 1—1,5 особи на 10 га, а средняя плотность заметно выше, чем в прилежащих районах Монголии. Плотность расселения повышается вблизи животноводческих стоянок и населённых пунктов. Это связано с тем, что рядом с человеческим жильём гораздо меньше хищников и реже проявляются намного наиболее опасные для ежей антропогенные факторы (пожары, использование ядохимикатов и проведение сенокосов). В то же время, такие места предоставляют достаточное количество кормов и убежищ.
Из антропогенных ограничивающих факторов для даурского ежа наиболее существенны: лесные и степные пожары, применение ядохимикатов, уборочные сельхозработы и беспривязное содержание собак. Менее значимы: гибель ежей на дорогах и под копытами крупного рогатого скота, отлов и содержание в неволе. Однако в настоящее время решающее значение для численности популяции имеет численность хищников: волка, лисицы, корсака, степного хорька, филина, мохноногого курганника и степного орла. Основными пищевыми конкурентами даурского ежа являются барсук и енотовидная собака. Барсук, кроме того, основной природный враг ежей, поскольку он может доставать их из нор. Поскольку в Забайкалье в 1970-е — первую половину 1990-х гг. численность большинства хищников резко сократилась, средняя плотность популяции даурского ежа здесь выше, чем в сопредельных районах Монголии.